# Meta Styrian Open 1996
Meta Styrian Open 1996 — тенісний турнір, що проходив на відкритих кортах з ґрунтовим покриттям Sportpark Piberstein у Марія Лінковіц (Австрія). Належав до турнірів 4-ї категорії в рамках Туру WTA 1996. Відбувсь удвадцятьчетверте й тривав з 5 до 11 серпня 1996 року. Перша сіяна Барбара Паулюс здобула титул в одиночному розряді.

## Фінальна частина

### Одиночний розряд
Барбара Паулюс —  Сандра Чеккіні (Cecchini знялася)
- Для Паулюс це був єдиний титул за сезон і 6-й — за кар'єру.

### Парний розряд
Жанетта Гусарова /  Наталія Медведєва —  Ленка Ценкова /  Katerina Kroupova 6–4, 7–5
- Для Гусарової це був 2-й титул за сезон і 2-й - за кар'єру. Для Медведєвої це був 1-й титул за рік і 15-й — за кар'єру.